# 499 هـ
499 هـ هي سنة في التقويم الهجري امتدت مقابلةً في التقويم الميلادي بين سنتي 1105 و1106.

## مواليد
- ابن عساكر
- ابن هبيرة
- ابن بري

## وفيات
- ابن السمناني
- يحيى بن الحسين الشجري